# رونالد كارتر
رونالد كارتر (بالإنجليزية: Ronald Carter)‏ هو عالم الإنجليزية بريطاني، ولد في 4 مايو 1947 في ليدز في المملكة المتحدة، وتوفي في 12 سبتمبر 2018.

## وصلات خارجية
- الموقع الرسمي